# 伟色曲果林寺
伟色曲果林寺，位于西藏自治区日喀则市仲巴县吉玛乡，是一座藏传佛教寺院。

## 简介
伟色曲果林寺位于西藏自治区日喀则市仲巴县吉玛乡，为藏传佛教寺院。
2013年，仲巴县人民政府对仲巴县吉玛乡伟色曲果林寺等5座寺庙公路工程进行招标。